# Muhamed Huseini
Muhamed Huseini (in macedone Мухамед Хусеини?; grafia albanese Muhamed Useini; Tetovo, 21 novembre 1988) è un calciatore macedone, centrocampista del Llapi.

## Biografia
Huseini nasce in una famiglia albanese della Macedonia del Nord.

## Caratteristiche tecniche
Ricopre il ruolo di centrocampista centrale.

## Carriera

### Club
Ha giocato nella massima serie del campionato macedone con varie squadre.
Il 1º luglio 2017 viene acquistato a titolo definitivo dalla squadra albanese del Flamurtari Valona.

### Nazionale
Nel 2011 ha giocato una partita nella nazionale macedone.

## Palmarès

### Club

#### Competizioni nazionali
- Coppa di Macedonia: 1

Rabotnički: 2013-2014
- Campionato macedone: 1

Rabotnički: 2013-2014